# Tabi (Angola)
Tabi és una comuna d'Angola que forma part del municipi d'Ambriz dins la província de Bengo.